# Спагетти алио и олио
Спагетти алио и олио (итал. Spaghetti aglio e olio) — традиционное блюдо неаполитанской кухни (по некоторым данным, происходит из региона Абруцци) из макаронных изделий с чесноком (aglio) и оливковым маслом (olio).
Для приготовления блюда чеснок (целыми зубчиками, давленный или резанный) обжаривается в оливковом масле. Иногда при этом добавляются хлопья острого красного перца, в этом случае паста называется spaghetti aglio, olio e peperoncino. После этого в сковородку добавляются слегка недоваренные спагетти, которые доводятся до стадии «аль денте». Как правило, к блюду добавляется петрушка, а также сыр (пармезан или пекорино), хотя в оригинальном рецепте сыр не предусмотрен (более того: некоторые кулинары считают, что его использование приводит к приготовлению другого блюда). Часто добавляются также дроблённые сухари или хлебная крошка. Возможный вариант — добавление на заключительной стадии готовки лимонного сока и лимонной цедры.
Существует мнение, что Spaghetti aglio, olio e peperoncino — символ расцвета Италии (и, в частности, Милана) 70-80-х годов.